# World Misanthropy
World Misanthropy är en DVD, som spelats in av den norska black metal-gruppen Dimmu Borgir. Den begränsade utgåvan innehåller även musik-CD:n World Misanthropy EP.

## DVD 1
1. "Blessings Upon the Throne of Tyranny" – 5:22 (Wacken, 2001)
2. "The Blazing Monoliths of Defiance" – 4:44 (Stuttgart, 4 april 2001)
3. "Indoctrination" – 6:10 (Wacken, 2001)
4. "The Insight and the Catharsis" – 7:08 (Stuttgart, 4 april 2001)
5. "Puritania" – 3:06 (Wacken 2001)
6. "Tormentor of Christian Souls" – 5:30 (Stuttgart, 4 april 2001)
7. "Kings of the Carnival Creation" – 7:57 (Wacken, 2001)
8. "The Maelstrom Mephisto" – 4:45 (Stuttgart, 4 april 2001)
9. Foto-galleri

## DVD 2
1. "Stormblåst" – 4:34 (Polen 1998)
2. "Entrance" – 4:17 (Polen 1998)
3. "Hunnerkongens sorgsvarte ferd over steppene" – 2:57 (Polen 1998)
4. "Alt lys er svunnet hen" – 4:38 (1995)
5. "Spellbound (By the Devil)" – 4:05 (1997)
6. "Arcane Lifeforce Mysteria" – 6:58 (1999)
7. "Puritania" – 3:06 (2001)
8. Foto-galleri

## Bonus-CD
1. "Masses for the New Messiah" – 5:11
2. "Devil's Path" – 6:05 (2000 re-recording)
3. "Blessings upon the Throne of Tyranny" – 5:22 (live)
4. "Kings of the Carnival Creation" – 7:57 (live)
5. "Puritania" – 3:06 (live)
6. "IndoctriNation" – 6:10

## Medverkande
Musiker (Dimmu Borgir-medlemmar)
- Shagrath (Stian Tomt Thoresen) – sång
- Silenoz (Sven Atle Kopperud) – rytmgitarr
- Galder (Thomas Rune Andersen Orre) – sologitarr
- Nicholas Barker – trummor, percussion
- ICS Vortex (Simen Hestnæs) – basgitarr, sång
- Mustis (Øyvind Johan Mustaparta) – synthesizer, piano
- Andy La Rocque (Anders Allhage) – sologitarr (Bonus-CD, spår 2)
- Nagash (Stian André Arnesen) – basgitarr, sång (Bonus-CD, spår 1 – 3, 5, 6)
- Tjodalv (Ian Kenneth Åkesson) – trummor (Bonus-CD, spår 1 – 6)
- Astennu (Jamie Stinson) – sologitarr (Bonus-CD, spår 1 – 3, 6)

Produktion
- Dimmu Borgir – producent
- Peter Tägtgren – ljudmix (Stuttgart)
- Fredrik Nordström – ljudmix (Wacken)
- Martin Preu – mastring, omslagsdesign
- Joachim Luetke – omslagsdesign, omslagskonst
- Yvette Uhlmann – foto
- Alf Børjesson – foto